# Пятиусово
Пятиу́сово — деревня (бывшее село) в Западнодвинском районе Тверской области России. Входит в состав Староторопского сельского поселения. До 2006 года была центром Пятиусовского сельского округа.

## География
Находится в 19 км к западу от районного центра города Западная Двина, в 8 км от посёлка Старая Торопа.

## История
В конце XVIII — начале XX века погост (потом село) Пятиусово относился к Торопецкому уезду Псковской губернии.
По состоянию на 1995 год в деревне имелось 167 хозяйств и проживало 386 человек. В Пятиусово находилась администрация сельского округа, правление сельскохозяйственного предприятия «Авангард», неполная средняя школа, детский сад, библиотека, клуб, медпункт, отделение связи, магазин.

## Достопримечательности
Сохранилась Троицкая церковь (2-я половина XVIII века).

## Население
| 2010 |
| ---- |
| 182  |

В 2002 году население деревни составляло 299 человек. 
Национальный состав
Согласно результатам переписи 2002 года, в национальной структуре населения русские составляли 97 % от жителей.